# Vaal
Der Vaal (Sesotho Noka ya Lekwa) ist ein Fluss in Südafrika. Er erhielt seinen Namen von den Buren in Angedenken an die Waal, den  wasserreichsten Rheinarm des Deltas in der fernen Heimat Niederlande. Der Name leitet sich vom althochd. falo, „bleich, fahl“ her und ist verwandt mit dem lateinischen Wort pallidus, „blass“ bzw. engl. pale, „bleich“.
Er ist der längste und größte Nebenfluss des Oranje.

## Verlauf
Der Vaal entspringt im niederschlagsreicheren Nordostteil des Landes in der Provinz Mpumalanga, nahe der Kleinstadt Breyten in der Lokalgemeinde Msukaligwa und unweit des Nachbarlandes Eswatini. Er fließt 1.251 km Richtung Südwesten, bis er im Zentrum des Landes bei dem Ort Douglas in den Oranje mündet. Sein Verlauf führt ihn dabei durch ein fruchtbares Land. Stellenweise markiert er die Grenze zwischen den Provinzen Mpumalanga und Freistaat.
Er wird intensiv zur Trinkwassergewinnung und landwirtschaftlichen Bewässerung genutzt. So gibt es südöstlich von Vereeniging (etwa 60 km südlich von Johannesburg) den Vaal-Stausee, einen der größten des Landes, welcher dem staatlichen Versorgungsunternehmen Rand Water als Wasserspeicher dient.

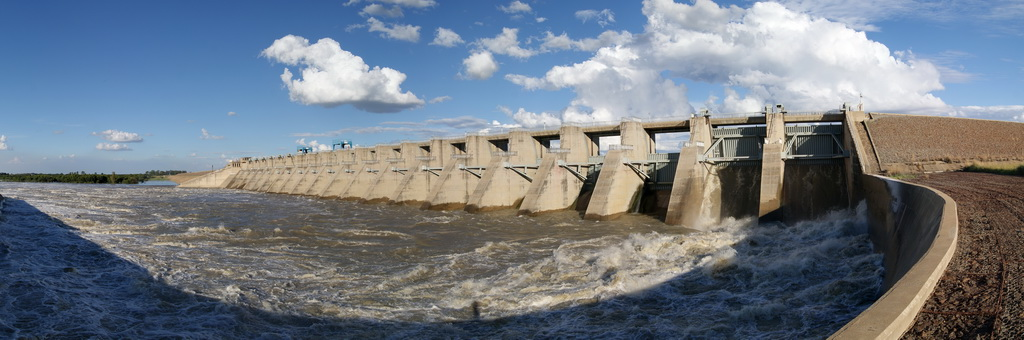
Der Bloemhof Dam bei Bloemhof

Weiter flussabwärts wird der Vaal erneut aufgestaut. Bei Bloemhof befindet sich der Bloemhof Dam. Dieser bildet zugleich den Kern des Naturschutzgebietes Bloemhof Dam Nature Reserve.
Unweit der Stadt Warrenton gibt es noch das Vaalharts Weir, ein Wehr, mit dem Wasser für Agrarflächen gewonnen wird. 1938 wurde das schon 1881 von Cecil Rhodes politisch unterstützte Vaalharts-Bewässerungssystem in Betrieb genommen und später weiter ausgebaut. Es handelt sich um das größte Bewässerungssystem in Südafrika.

## Hydrometrie
Die Durchflussmenge des Flusses wurde am Pegel Pilgrim/Orkney bei etwa einem Fünftel des Einzugsgebiets in m³/s gemessen (Werte aus Diagramm abgelesen).

## Historische Bedeutung
Obwohl das Gebiet Transvaals bereits 1848 erstmals von den Briten besetzt werden konnte, gelang es den burischen Siedlern im Zuge des großen Trecks jenseits des Vaals unabhängige Burenrepubliken zu gründen. 1852 erkannten die Briten die burische Oberhoheit jenseits des Vaals in der sogenannten Sand River Convention vom 17. Januar 1852 an. Als Folge entstand unter Führung des Voortrekkers Andries Pretorius die unabhängige Republik Transvaal.
Zwischen Vaal und Oranje entstand 1854 ebenfalls eine zweite unabhängige Republik (Oranje-Freistaat). Beide Republiken hatten letztlich bis zum Burenkrieg Bestand, 1910 wurden sie der Südafrikanischen Union eingegliedert.

## Klima

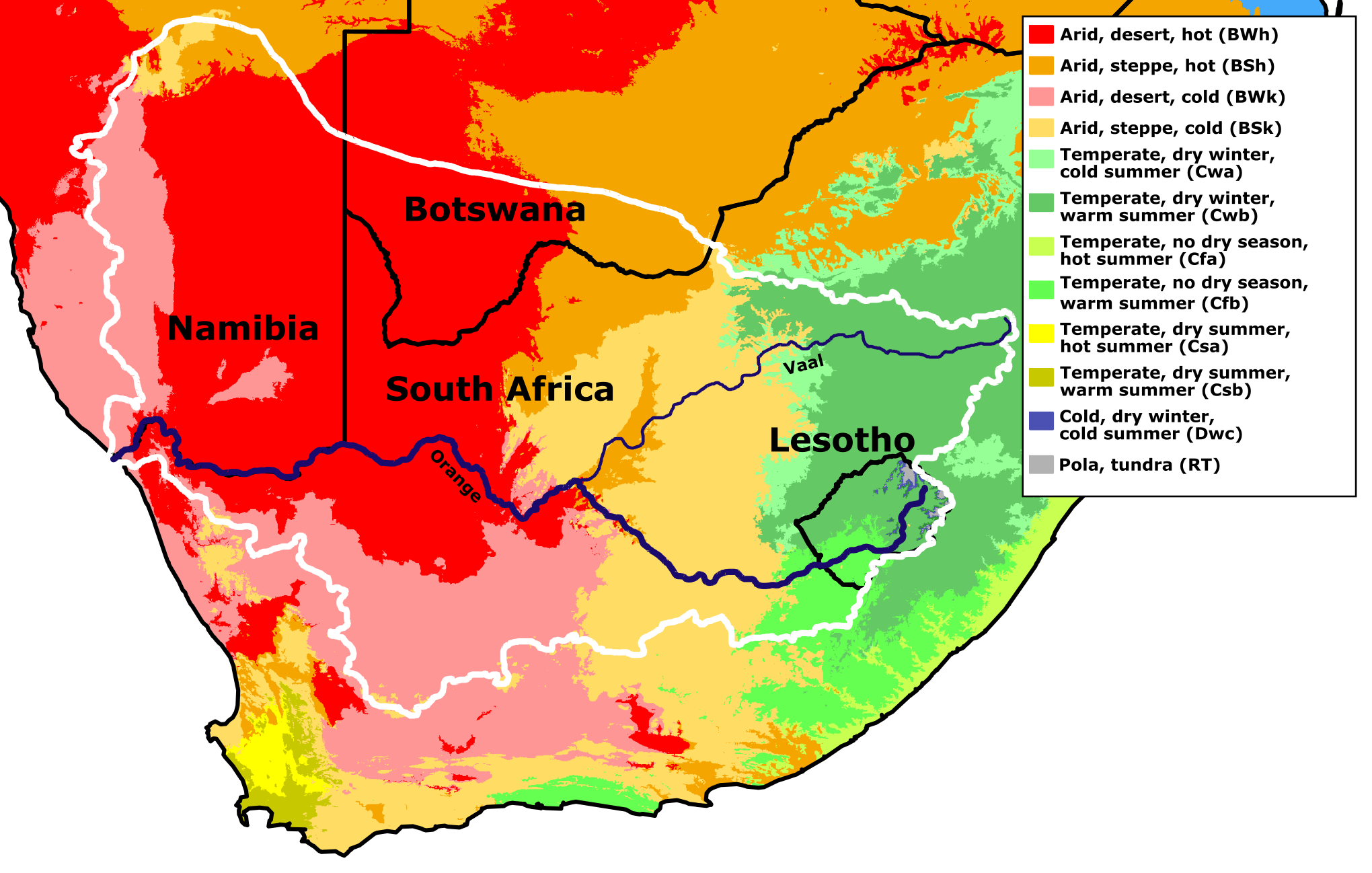
Die Klimabedingungen im Einzugsgebiet des Oranje und des Vaal

Die Niederschlagsverhältnisse im gesamten Einzugsgebiet des Oranje sind sehr unterschiedlich. Sie reichen von unter 50 bis über 2000 mm pro Jahr. Auch der Vaal hat, ähnlich dem Oranje, seine Quellen in den Niederschlagsreicheren Höhenlagen des Stufenlandes der Drakensberge (Drakensberg Escarpment) und fließt im weiteren Verlauf durch aride Gebiete zu seiner Mündung. Durch die intensive Nutzung und die starke Verdunstung nimmt sein Abfluss dabei stetig ab.

## Sonstiges
Das Vaal-Dreieck ist ein bevölkerungsreiches Gebiet mit großen Industriebetrieben beiderseits des Vaal. Es umfasst die Städte Vereeniging, Vanderbijlpark und Sasolburg sowie zahlreiche Townships.

## Galerie

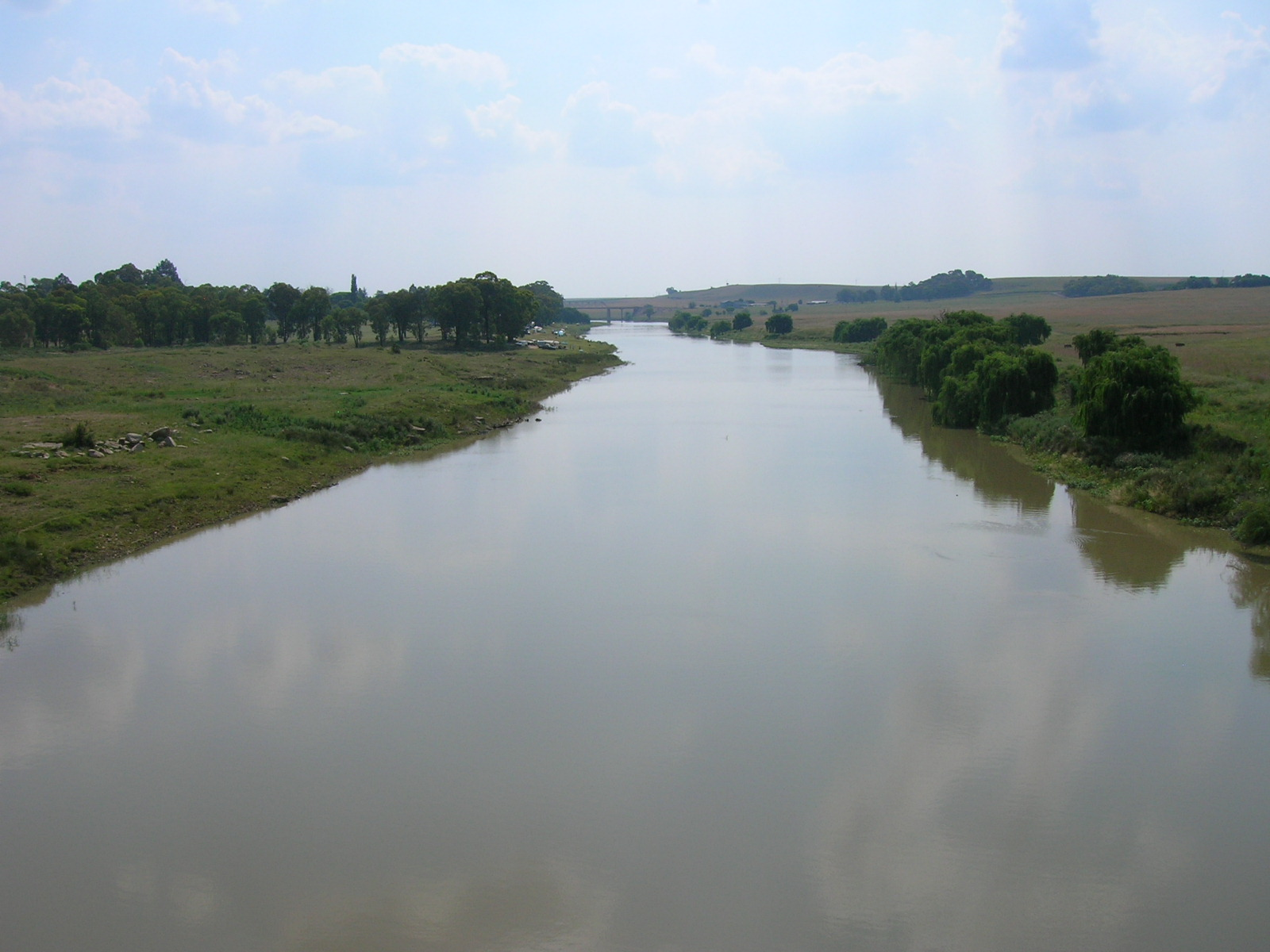
Der Vaal bei Villiers
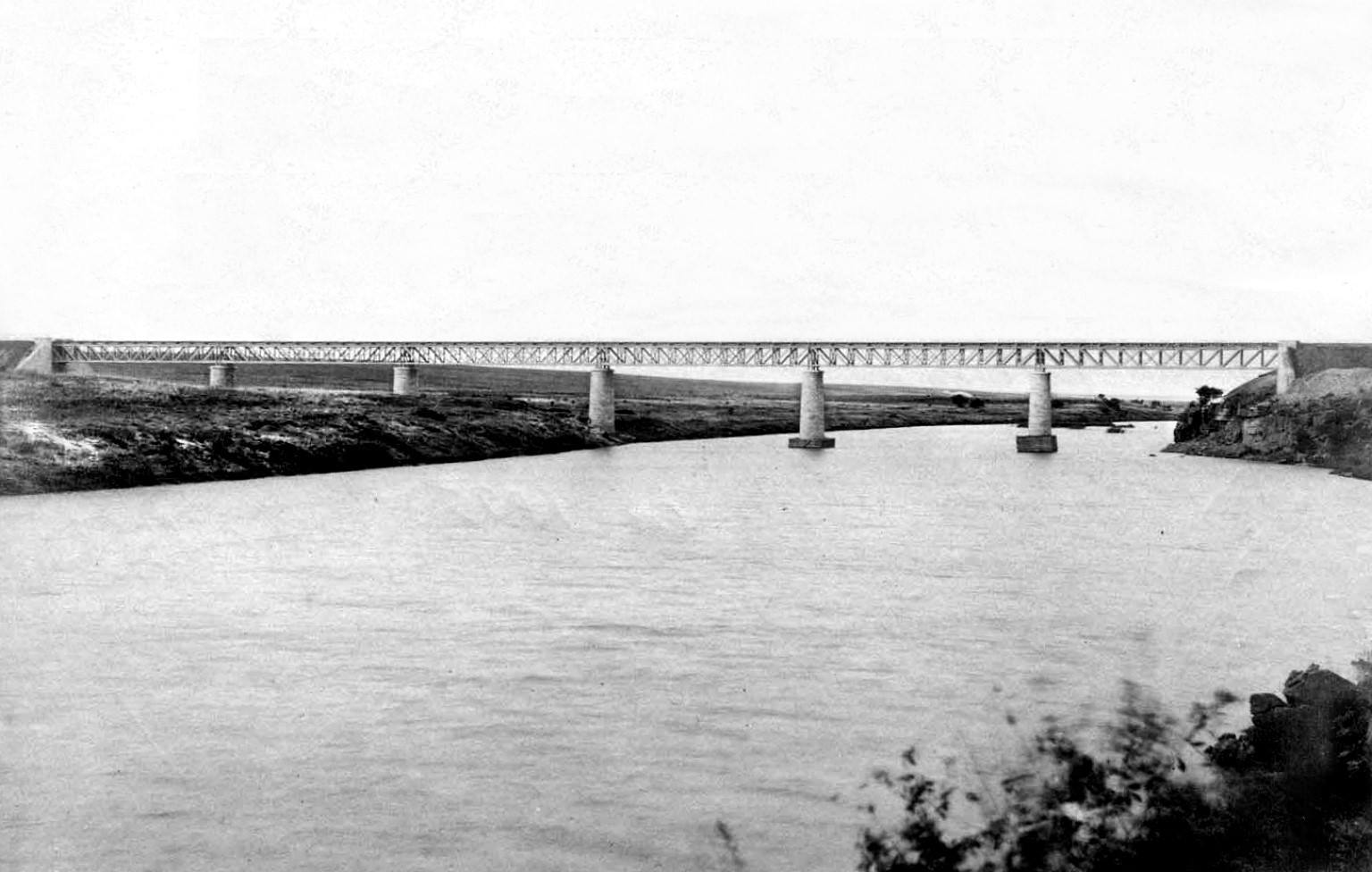
Eisenbahnbrücke über den Vaal etwa 1893
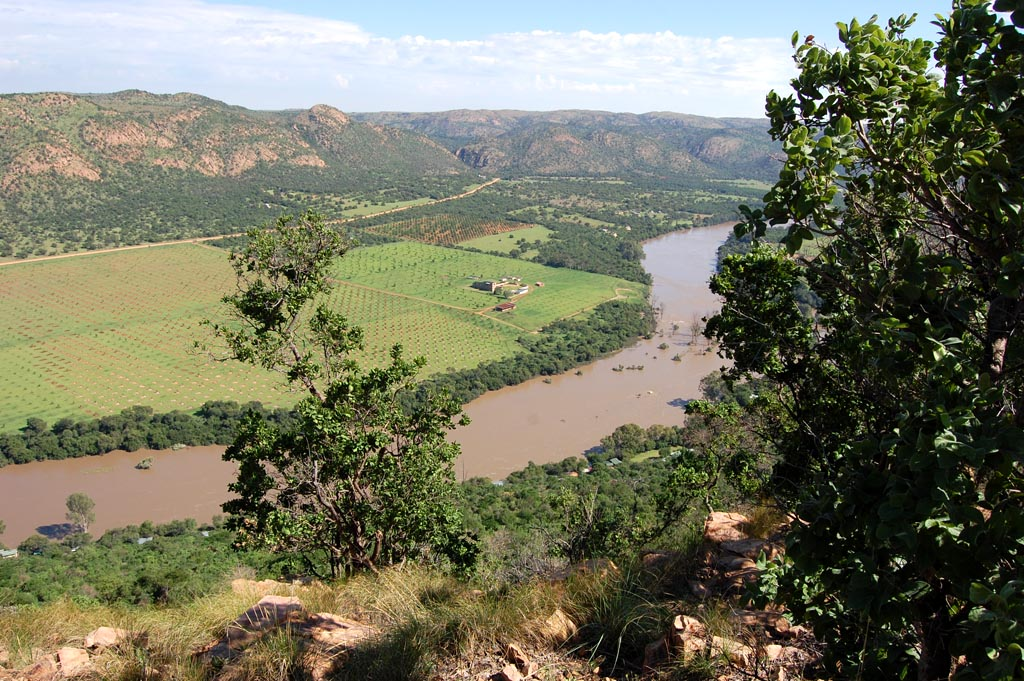
Vaal river vom Aasvoëlkop
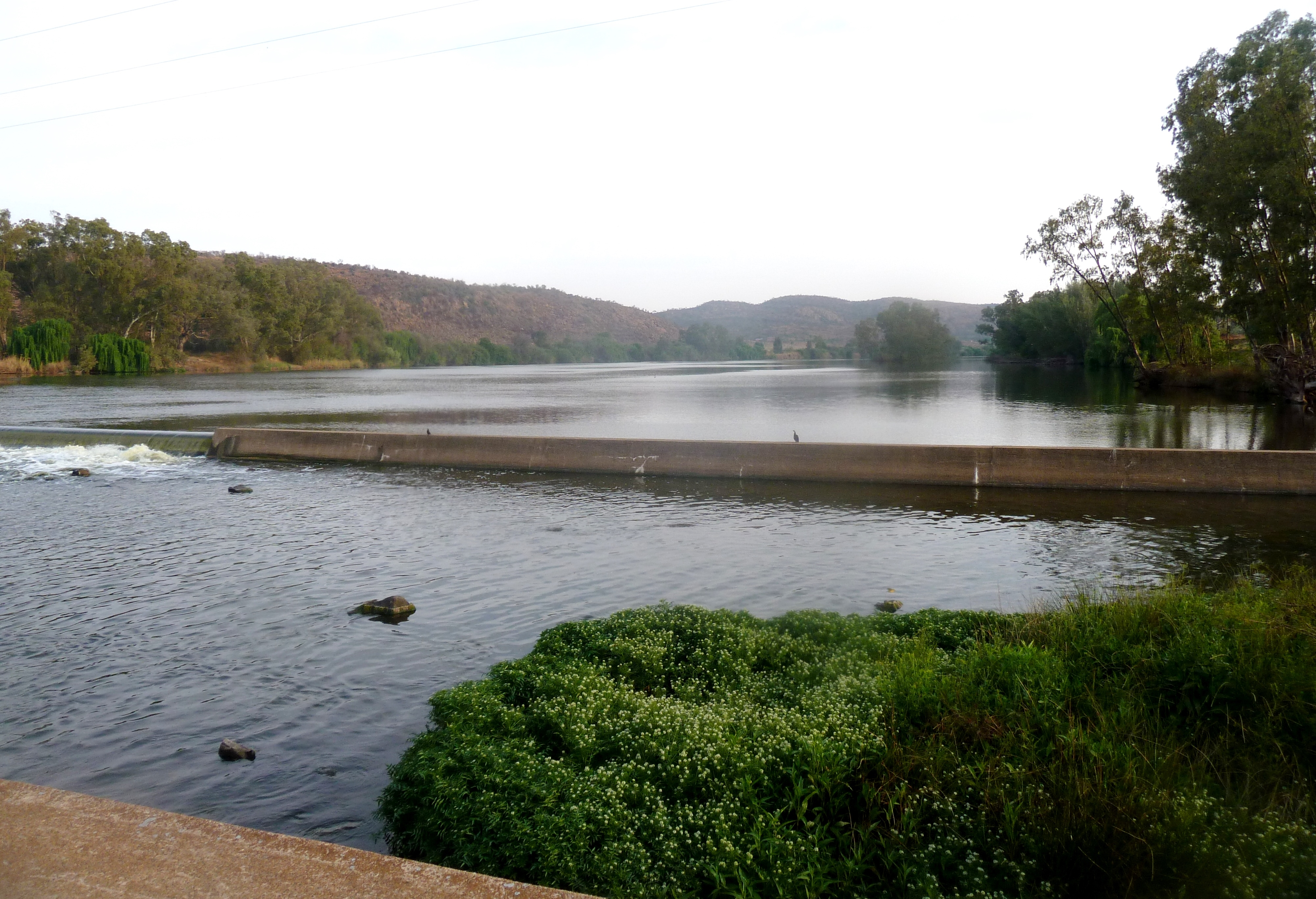
Der Vaal bei Schoemansdrift